# ريتش (كامبريدجشير)
ريتش (بالإنجليزية: Reach, Cambridgeshire)‏ هي أبرشية مدنية تقع في المملكة المتحدة في إنجلترا. يقدر عدد سكانها بـ 358 نسمة .

## معرض صور

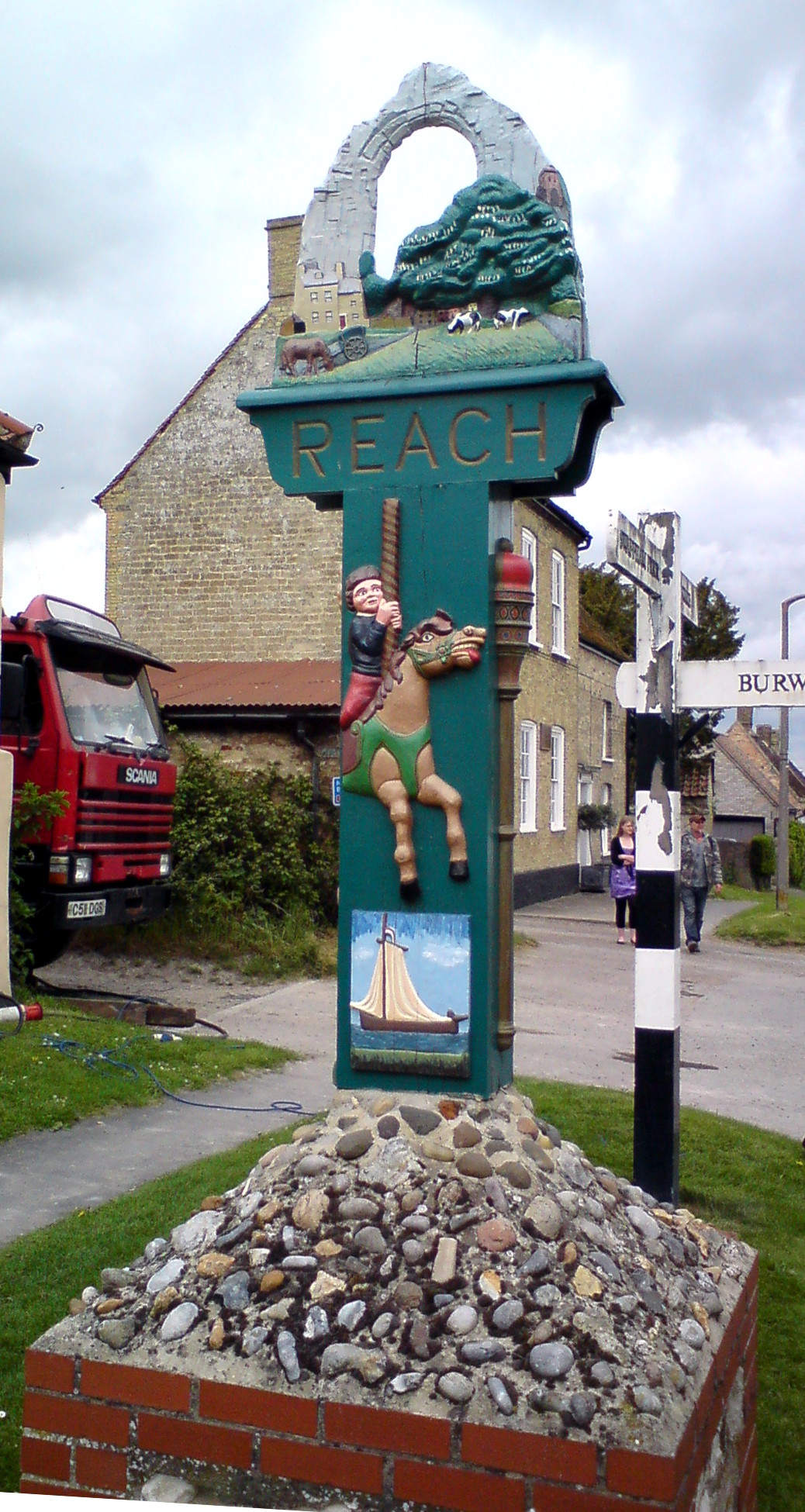
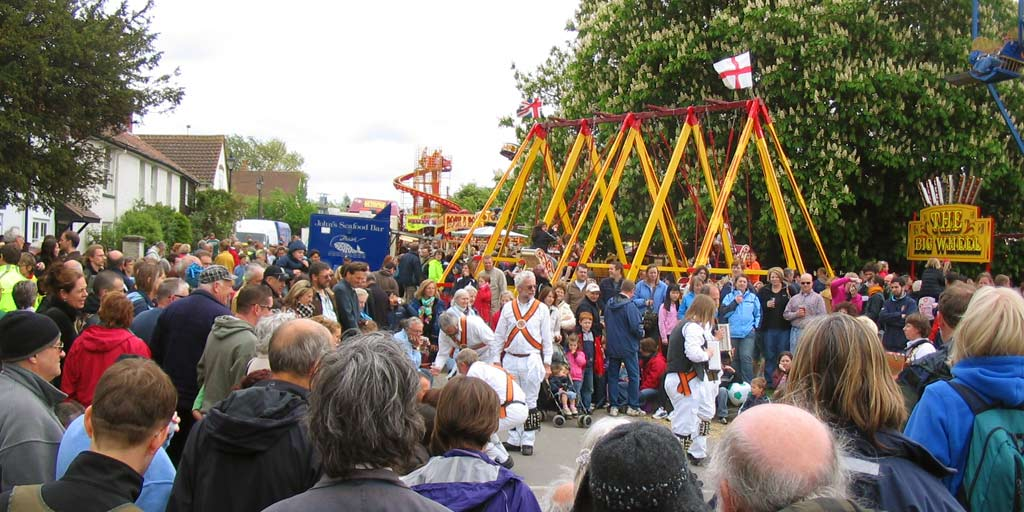
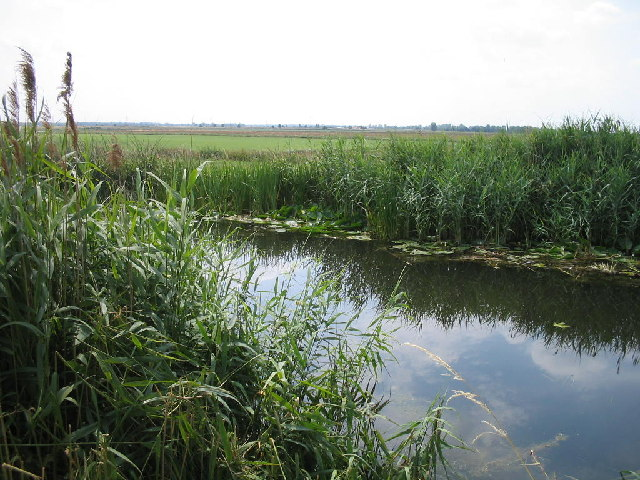
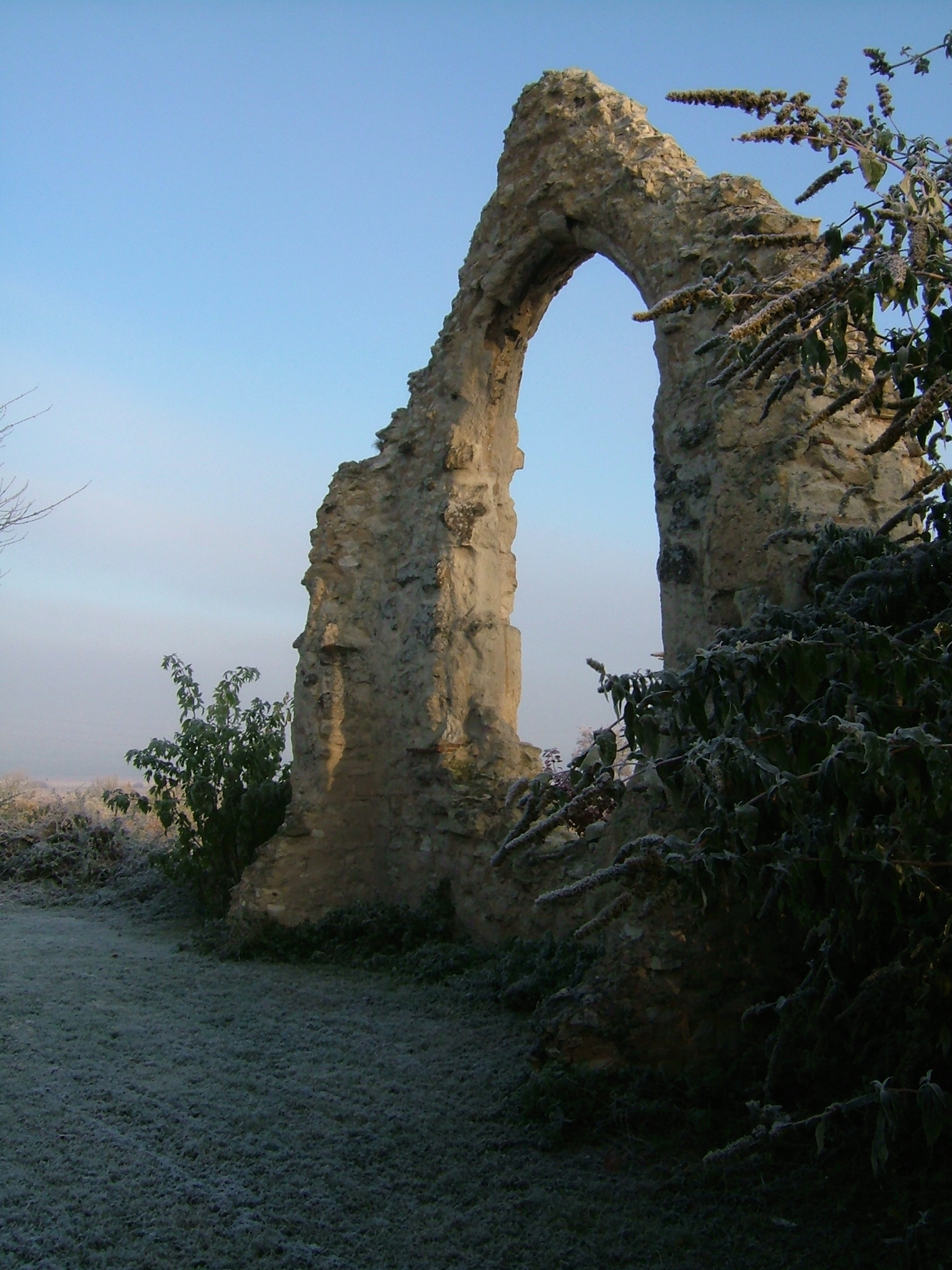